# こうま座アルファ星
こうま座α星は、太陽系から190光年離れた位置にある連星系で、こうま座に4等星として輝いている。

## 概要
こうま座α星はスペクトル型G型の巨星と、より高温で半径の小さいA型の主系列星から構成されている。2つの天体の質量は太陽質量の2倍程度で、公転周期99日の円軌道で共通重心を周回している。伴星は化学特異星の一種であるAm星にも分類される。恒星進化論に基づく推定では、系が形成されたのは現在から7.4億年前とされている。
1897年、こうま座α星が連星であることが発見された。20世紀中期ごろには巨星である主星の方が質量が小さいと考えられており、これは質量の大きい恒星ほど寿命が短いという恒星進化論に矛盾していたため、2つの天体の間で質量の輸送が起きた可能性が論じられていた。しかし、この現象が起きるには連星間の距離が離れ過ぎているなど不可解な点があり、さらに1978年のPikeらの研究で主星の方が質量が大きいことが示されたため、現在ではこうま座α星の恒星の間に質量の輸送が起きていたとは考えられていない。
主星がG型の巨星である点や、離心率の低い軌道を100日程度の周期で公転する連星系であるという点では、ぎょしゃ座の1等星カペラに類似している。

## 名称
固有名のキタルファ (Kitalpha) は、アラビア語で「馬の部分」を意味する qiṭ‘at al-faras に由来する。これはアラビアでの星座の名前で、元々トレミーのアルマゲストの中でこうま座の領域が「馬の前半分」を意味する Ιππουπροτουη とされていたのが伝わったものである。2016年8月21日に国際天文学連合の恒星の命名に関するワーキンググループ (Working Group on Star Names, WGSN) は、Kitalpha をこうま座α星の固有名として正式に承認した。
中国では、虚宿の星官虚の第2星であり、虚宿二と呼ばれる。